# Scotopteryx fissiferata
Scotopteryx fissiferata är en fjärilsart som beskrevs av Walker 1862. Scotopteryx fissiferata ingår i släktet backmätare, och familjen mätare. Inga underarter finns listade.